# Nice & Slow
"Nice and Slow" là một đĩa đơn được phát hành năm 1998 từ album phòng thu thứ hai của Usher mang tên My Way. Đây là đĩa đơn đầu tiên của Usher đạt được vị trí quán quân trên Billboard Hot 100 ở Hoa Kỳ. Tuy nhiên ở Anh, ca khúc lại không tiếp nối được thành công của đĩa đơn đầu tiên "You Make Me Wanna" (đã đạt vị trí quán quân ở Anh), chỉ đạt được vị trí #24, vì thế đây cũng là đĩa đơn cuối cùng từ album ở quốc gia này. Ca khúc viết bởi Brian & Brandon Casey (của ban nhạc Jagged Edge), Manuel Seal Jr., Jermaine Dupri và Usher.

## Video âm nhạc
Video âm nhạc cho bài hát được đạo diễn bởi Hype Williams, có sự góp mặt của Kimora Lee Simmons.

## Danh sách bài hát
UK CD1
1. "Nice & Slow"
2. "Nice & Slow" (CD-Rom Video Element)
3. "You Make Me Wanna..." / "Just Like Me" / "My Way" (Snippets)

UK CD2
1. "Nice & Slow" (Phiên bản radio)
2. "Nice & Slow" (Phiên bản trực tiếp)
3. "Nice & Slow" (B-Rock's Basement Mix)
4. "Nice & Slow" (Suli & Stef's Club Class Mix - UK Mix)